# Pic Santo Domingo
Le pic Santo Domingo (en espagnol pico Santo Domingo ou peñas de Santo Domingo) est une montagne culminant à 1 524 mètres dans la commune de Longás, dans la province de Saragosse, en Espagne.
C'est le point culminant de la sierra de Santo Domingo y Lucientes, un des massifs situés au sud de la chaîne des Pyrénées qui marquent la transition entre celle-ci et la vallée de l'Èbre.
Sa cime est double, formée par deux sommets de moins d'un mètre de différence d'altitude, séparés par un col où se trouve l'ermitage de Santo Domingo. Un poste de triangulation y indique le point le plus haut de la région de Cinco Villas, et le deuxième point le plus haut de la province de Saragosse après le Moncayo.
Comme le massif montagneux, il tire son nom de l'ermitage qui sépare les deux cimes, dédié à saint Domingue.
Des textes anciens laissent supposer que sur cette zone se trouvait le monastère de San Esteban de Orastre, bien que cela ne soit pas confirmé par des preuves matérielles.